# Samuel Amster
Samuel Amster (geboren am 15. Juni 1868 in Dobromyl, Galizien; gestorben nach dem 5. Februar 1942) war ein österreichischer Kaufmann und Opfer des Nationalsozialismus.

## Leben
Amster betrieb ein Möbelgeschäft und Geldverleih. In den damaligen Wiener Vororten Atzgersdorf und Liesing war er als Wohltäter bekannt, da er jenen Geldnehmern, die sich in einer schwierigen wirtschaftlichen Lage befanden oder arbeitslos waren, günstige Zahlungsmodalitäten oder eine Stundung der Rückzahlungen anbot.
Samuel Amster und seine Frau Ettel Amster (geboren am 19. März 1867 in Jarosław, Galizien) wurden als Betroffene der Nürnberger Gesetze am 6. Februar 1942 nach Riga deportiert und 1942 ermordet. Die letzte bekannte Adresse der beiden ist das Haus Novaragasse 13 in Wien-Leopoldstadt.
Der einzige Sohn des Ehepaars konnte noch rechtzeitig nach England flüchten.

## Gedenken

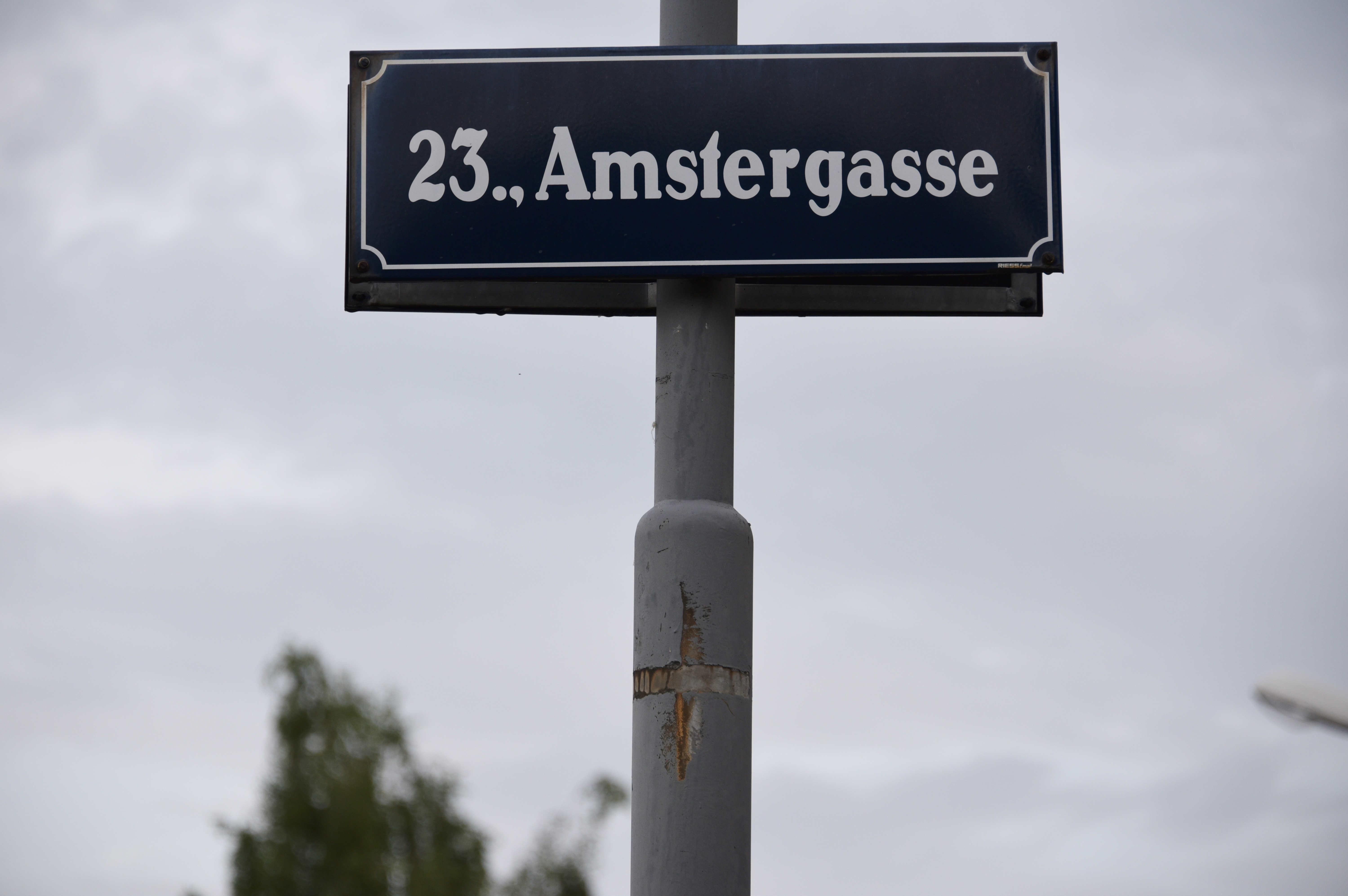
Straßentafel der Amstergasse in Wien-Liesing

Aufgrund eines Beschlusses des Gemeinderatsausschusses für Kultur vom 18. Dezember 1967 wurde die Amstergasse im Liesinger Bezirksteil Atzgersdorf nach Samuel Amster benannt.
Die Initiative Steine der Erinnerung in Liesing führt Ettel und Samuel Amster in der Rubrik „Prominente Liesinger Opfer der Schoa“ der Liste Liesinger Opfer des Nationalsozialismus 1938 – 1945.